# Dermatopontin
Dermatopontin‏ (Dermatopontin) هوَ بروتين يُشَفر بواسطة جين Dermatopontin في الإنسان.